# Badème
Badème (ou Badem) est un village du Sénégal situé en Basse-Casamance, à proximité de la frontière avec la Guinée-Bissau. Il fait partie de la communauté rurale de Nyassia et de l'arrondissement de Nyassia, dans le département de Ziguinchor et la région de Ziguinchor.
Lors du dernier recensement (2002), la localité comptait 646 habitants et 90 ménages.
La riziculture est pratiquée dans la région.
Badème se trouve dans une zone durement touchée par le conflit en Casamance. Un affrontement connu sous le nom de « bataille de Badem » eut lieu le 14 mars 1993.